# Susana González
Susana Alejandra González Del Río (Calera, 2 de outubro de 1973), mais conhecida como Susana González, é uma atriz mexicana. É muito conhecida por suas atuações em telenovelas, como Amigas y rivales, Entre el amor y el odio, Pasión e La que no podía amar.

## Biografia
Para conseguir realizar o seu sonho de ocupar um lugar dentro do mundo do espetáculo no México, Susana fez um grande sacrifício, deixando sua família e se mudando de Calera, cidade de origem, para a Cidade do México e assim começou sua carreira artística histórica.
Aos 18 anos, Susana ingressou no Centro de Educación Artística (CEA) da Televisa, e aos 23 anos ela recebeu sua primeira oportunidade para participar de uma telenovela, foi a telenovela Sentimientos ajenos no ano de 1996, onde deu vida a personagem Norma, atuando com a atriz mexicana Yolanda Andrade e o porto-riquenho Carlos Ponce.
Foi em 1997 que Susana obteve seu segundo papel em telenovelas, nesta ocasião trabalhou interpretando Elisa na telenovela María Isabel, produzida por Carla Estrada, uma história de amor muito bonita sobre uma indígena, papel da atriz Adela Noriega, e um seu patrão rico e viúvo papel de Fernando Carrillo.
A partir daí se seguiram vários outros trabalhos de pequena atuação na carreira de Susana como as telenovelas Preciosa de 1998, Cuento de Navidad de 1999,  Amor Gitano também em 1999, Rosalinda outra de 1999, Mujeres engañadas mas uma de 1999, Rayito de luz de 2000.
Mas foi em Amigas y rivales no ano de 2001 que Susana teve a oportunidade de mostrar o seu talento dando vida a fútil Angela, amiga íntima de Rosana, personagem de Joana Benedek, nesta telenovela Susana atuou com diversos atores entre eles Michelle Vieth, René Strickler, Ludwika Paleta, Arath de la Torre, e Eric del Castillo.
Foi na telenovela Entre el amor y el odio de 2002, que Susana interpretou sua primeira protagonista, fazendo par romântico com César Évora, também foi protagonista em Velo de novia no ano de 2003, onde atuou sendo o par de Eduardo Santamarina ator com quem se relacionou e quase se casou, mas a relação acabou anos depois.
No terreno da cinematografia, Susana já participou de alguns filmes como "Las cintas atómica" em 1998, "Los sin nombres" em 1999 e"El medallón" em 2002. Outro filme em que atou no ano de 2004 foi "Al otro lado" do diretor Gustavo Loza. Em setembro de 2005 ela volta a ser protagoniza na telenovela El amor no tiene precio sendo a doce Maria Elizabeth González. No ano seguinte abril de 2006 Susana faz uma participação especial na telenovela Heridas de amor, que foi protagonizada por Jacqueline Bracamontes e Guy Ecker.
Em 2007 fez parte da série S.O.S.: Sexo y otros Secretos, interpretando Tania. Nesse mesmo ano, ela protagonizou a telenovela de época Pasión, dando vida a Camila, atuou junto com Fernando Colunga. No ano seguinte 2008, Susana González anunciou que esperava seu primeiro filho, José Santiago. Após ter o bebê no ano de 2009, Susana regressa a televisão participando em um capítulo da bem sucedida série "Mujeres asesinas" onde interpretou a personagem Tere no capítulo Tere, Desconfiada onde foi a protagonista.
E em seguida se muda para Argentina para atuar na telenovela  Los exitosos Pérez, uma adaptação para televisão mexicana iniciada em agosto de 2009, onde contracena com atores como Jaime Camil, Ludwika Paleta, Rogelio Guerra e Verónica Castro.
Em 2011, interpretou Cynthia Montero, sua primeira vilã, na telenovela La que no podía amar, atuando ao lado de Ana Brenda Contreras, Jorge Salinas, José Ron, entre outros.
Em 2020 trabalhou com a produtora Giselle González na telenovela Imperio de mentiras, interpretando a co-protagonizada 'Renata'.

## Vida pessoal
Desde 2009, Susana vem enfrentando uma situação constrangedora até março de 2010 quando tudo se resolveu, seu ex Renato Malojuvera exigiu um teste de DNA, Susana o apresentou formalmente  como o pai de seu filho, no entanto mais tarde ela se retratou, dizendo ser Luis Elias o pai do seu primogênito José Santiago, o fato causou muita polêmica no México. Dadas as dúvidas Renato agiu legalmente, para obter em juízo direitos que pensava ter, dizendo aos meios de comunicações mexicanos que tiraria a criança de Susana, e agora tudo está claro, ele não é pai do menino. A atriz deu à luz seu segundo filho de Luis Elias que nasceu em 2010.

## Filmografia

### Televisão

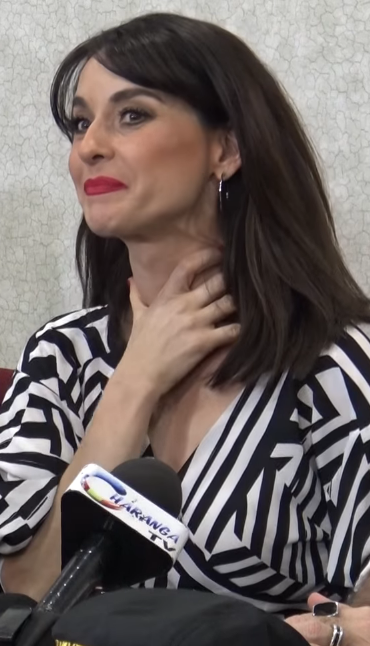
González em uma entrevista com Dulce Osuna em 2 de junho de 2017

| Ano  | Título                        | Personagem                                    | Notas                                |
| ---- | ----------------------------- | --------------------------------------------- | ------------------------------------ |
| 1992 | Baila conmigo                 | María Durán                                   | Coadjuvante                          |
| 1996 | Sentimientos ajenos           | Norma                                         | Coadjuvante                          |
| 1997 | María Isabel                  | Elisa                                         | Coadjuvante                          |
| 1998 | Preciosa                      | Felina                                        | Coadjuvante                          |
| 1998 | El privilegio de amar         | Ela mesma                                     | Episódio: "11 de agosto"             |
| 1998 | ¿Qué nos pasa?                | Vários personagens                            | Episódio: "Invitada Susana González" |
| 1999 | Rosalinda                     | Luz Elena                                     | Coadjuvante                          |
| 1999 | Amor gitano                   | Zokka                                         | Coadjuvante                          |
| 1999 | Mujeres engañadas             | Yvette del Sagrario Campuzano                 | Antagonista Principal                |
| 1999 | Cuento de Navidad             | Ana Soto del Monte                            | Especial de fim de ano               |
| 2000 | Rayito de luz                 | Minilla                                       | Coadjuvante                          |
| 2001 | Amigas y rivales              | Angélica Rivera                               | Antagonista                          |
| 2002 | Entre el amor y el odio       | Ana Cristina Robles de Vila-Real              | Protagonista                         |
| 2003 | Velo de novia                 | Andrea Paz González                           | Protagonista                         |
| 2004 | Hospital el paisa             | Lucía Gordillo                                | Episódio: "La ex-cita"               |
| 2005 | El amor no tiene precio       | Maria Liz González                            | Protagonista                         |
| 2006 | Heridas de amor               | Liliana López Reyna                           | Coadjuvante                          |
| 2007 | S.O.S.: Sexo y otros Secretos | Tania                                         | Co-Protagonista                      |
| 2007 | Pasión                        | Camila Darién de Salamanca                    | Protagonista                         |
| 2009 | Mujeres Asesinas              | Teresa "Tere" Alamilla                        | Episódio: "Tere, desconfiada"        |
| 2009 | Los simuladores               | Beatriz Herrera                               | Episódio: "El clon"                  |
| 2009 | Los exitosos Pérez            | Alessandra "Alex" Rinaldi                     | Coadjuvante                          |
| 2010 | Para volver a amar            | Doménica Mondragón                            | Antagonista                          |
| 2011 | La que no podía amar          | Cynthia Montero Báez de Durán                 | Antagonista Principal                |
| 2012 | Amores verdaderos             | Beatriz Guzmán Trejo de Solís                 | Coadjuvante                          |
| 2013 | Por siempre mi amor           | Isabel López Cerdán de la Riva                | Protagonista                         |
| 2014 | La sombra del pasado          | Roberta Lozada Torres de Alcocer              | Antagonista / Atuação Especial       |
| 2015 | Pasión y poder                | Julia Vallado Mejía de Gómez-Luna             | Protagonista                         |
| 2016 | La candidata                  | Cecilia Bárcenas Aguilar / Cecilia Aguilar    | Antagonista Principal                |
| 2017 | El vuelo de la Victoria       | Isadora Duncan de la Peña                     | Coadjuvante / Co-Protagonista        |
| 2018 | Mi marido tiene más familia   | Susana Córcega Díaz de López / de Legorreta   | Co-Protagonista                      |
| 2020 | Imperio de mentiras           | Renata Cantú Robles / de Arizmendi            | Co-Protagonista                      |
| 2021 | Mi fortuna es amarte          | Natalia Robles García de Ramírez / de Cantú   | Protagonista                         |
| 2022 | Mi camino es amarte           | Daniela Gallardo Rojas de Santos / de Beltrán | Protagonista                         |
| 2024 | Tu vida es mi vida            | Paula Lugo Navarro / de Serrano / de Molina   | Protagonista                         |
| 2025 | Mi verdad oculta              | Adriana / Aitana                              | Protagonista                         |

### Cinema
| Ano  | Título                  | Personagem                 | Notas            |
| ---- | ----------------------- | -------------------------- | ---------------- |
| 1998 | Atómica                 | Chica Podium               | Filme de estreia |
| 1998 | ¡Que vivan los muertos! | —                          |                  |
| 2003 | Silencio profundo       | —                          | Curta-metragem   |
| 2004 | Al otro lado            | Caridad/ Mamãe Anjo        |                  |
| 2005 | Cicatrices              | Diana                      |                  |
| 2009 | Chinango                | Sofía de Andrade Gutiérrez |                  |

## Teatro
- Aventurera (2017) - Elena Tejero[5]
- Burundanga: la droga de la verdad (2013)[6]
- Aventurera (2013) - Elena Tejero[7]
- El Mago de OZ (2012)[8]

## Prêmios e Indicações
| Ano  | Festival                        | Categoria                                | Nomeações                   | Resultado |
| ---- | ------------------------------- | ---------------------------------------- | --------------------------- | --------- |
| 2002 | Premios Los Favoritos del Año   | Melhor Atuação Estelar Feminina          | Amigas y rivales            | Indicada  |
| 2002 | Prêmio TVyNovelas               | Melhor Revelação Feminina                | Entre el amor y el odio     | Venceu    |
| 2004 | Prêmio TVyNovelas               | Melhor Atriz Protagonista                | Velo de novia               | Indicada  |
| 2004 | Prêmios ACE de Nova York        | Melhor Atriz em Televisão                | Velo de novia               | Venceu    |
| 2007 | Prêmios Califa de Oro           | Melhor Atuação do Ano                    | Pasión                      | Venceu    |
| 2007 | Prêmios TV Adicto Golden Awards | Prêmio Especial à Superação de uma Atriz | Pasión                      | Venceu    |
| 2008 | Prêmio TVyNovelas               | Melhor Atriz Protagonista                | Pasión                      | Indicada  |
| 2012 | Prêmios TV Adicto Golden Awards | Melhor Atriz Coadjuvante                 | La que no podía amar        | Venceu    |
| 2012 | Prêmios People en Español       | Melhor Atriz Coadjuvante                 | La que no podía amar        | Venceu    |
| 2014 | Prêmio TVyNovelas               | Melhor Atriz Coadjuvante                 | Amores verdaderos           | Venceu    |
| 2016 | Prêmio TVyNovelas               | Melhor Atriz Co-Protagonista             | La sombra del pasado        | Venceu    |
| 2016 | Prêmios Bravo                   | Melhor Atriz                             | Pasión y poder              | Venceu    |
| 2016 | Prêmios TV Adicto Golden Awards | Melhor Vilã                              | La candidata                | Venceu    |
| 2017 | Prêmio TVyNovelas               | Melhor Atriz Co-Protagonista             | La candidata                | Venceu    |
| 2017 | Prêmio Presea Luminaria de Oro  | Melhor Atriz em Teatro                   | Aventurera                  | Venceu    |
| 2019 | Prêmio TVyNovelas               | Melhor Atriz Protagonista                | Mi marido tiene más familia | Indicada  |